# Kniaziewo (wołost Wiazjewskaja)
Kniaziewo (ros. Князево) – wieś (ros. деревня, trb. dieriewnia) w zachodniej Rosji, w wołoscie Wiazjewskaja (osiedle wiejskie) rejonu diedowiczskiego w obwodzie pskowskim.

## Geografia
Miejscowość położona jest nad rzeką Wieśpianka, 16 km od centrum administracyjnego osiedla wiejskiego (Pogostiszcze), 14 km od centrum administracyjnego rejonu (Diedowiczi), 105 km od stolicy obwodu (Psków).

## Demografia
W 2010 r. miejscowość zamieszkiwała 1 osoba.